# Clinton Hill (Brooklyn)
Clinton Hill est un quartier situé dans l'arrondissement de Brooklyn, à New York. Il est limitrophe des quartiers de Crown Heights, Bedford-Stuyvesant, Prospect Heights, Williamsburg et Fort Greene.
Le quartier est situé, comme son nom l'indique, sur une colline (hill signifiant colline en anglais). Il est baptisé du nom de sa rue principale, Clinton Avenue, elle-même nommée en hommage au gouverneur de New York DeWitt Clinton.
Le centre historique du quartier, le Clinton Hill Historic District (en), est protégé depuis 1985 au titre du Registre national des lieux historiques.

## Personnalités liées au quartier
- The Notorious B.I.G., rappeur.